# تام ایروین (هنرپیشه)
تام ایروین (انگلیسی: Tom Irwin؛ زادهٔ ۱ ژوئن ۱۹۵۶) یک هنرپیشه اهل ایالات متحده آمریکا است.
از فیلم‌های معروف او می‌توان به بازی در خدمتکاران حیله‌گر، نجات گریس، فریب‌خورده، فریب‌خورده، نور روز و آقای جونز اشاره کرد.